# Homo diluvii testis et theoskopos
Homo diluvii testis et theoskopos is de naam van een van de beroemdste fossielen uit de collectie van het Teylers Museum in Haarlem. De naam betekent letterlijk: de mens, getuige van de zondvloed en die God heeft gezien. 
Het is het fossiel van een reuzensalamander dat in 1725 werd gevonden in een steengroeve bij het Duitse Öhningen. De vondst trok de aandacht van de Zwitserse arts en natuuronderzoeker Johann Jakob Scheuchzer, een verwoed verzamelaar van fossielen. Scheuchzer meende een menselijk geraamte te herkennen. Hij was ervan overtuigd dat fossielen overblijfselen van planten en dieren waren die bij de zondvloed waren omgekomen. De afwezigheid van menselijke resten kwam vreemd op hem over. Die waren nooit gevonden en Scheuchzer was daarom opgetogen toen hij in het fossiel een menselijke schedel dacht te onderscheiden. In 1726 publiceerde hij een tekening met beschrijving van dit 'menselijk fossiel'. Na Scheuchzers dood in 1733 werd zijn fossielencollectie aan Teylers Museum verkocht.
De schedel van het fossiel lijkt echter maar oppervlakkig op die van een mens. In zijn tijd waren er ook al geleerden die het niet met Scheuchzer eens waren. De Zwitserse natuuronderzoeker Johannes Gessner schreef in 1758 dat het een vis was die op een meerval leek. Petrus Camper was in 1787 van mening dat het een hagedis was.
De Franse anatoom Georges Cuvier stelde, na Scheuchzers tekening te hebben gezien, dat het om een grote salamander ging. Cuvier bezocht Teylers museum in 1811 en zag in het fossiel een kans om de waarde van de vergelijkende anatomie te demonstreren. Hij kreeg van Martin van Marum, de conservator van Teylers Museum, toestemming om het fossiel verder uit te beitelen. Tijdens de demonstratie bleken de vorm van de schouderbladen en het bekken, die eerder niet zichtbaar waren, overeen te komen met die van salamanders, zoals Cuvier voorspeld had.
In 1831 kreeg het fossiel van Friedrich Holl de naam Salamandra scheuchzeri en in 1837 plaatste Johann Jakob von Tschudi het dier in het geslacht Andrias.
De in China en Japan voorkomende reuzensalamanders Andrias davidianus en Andrias japonicus lijken op Andrias scheuchzeri. Andrias scheuchzeri leefde in het Laat-Mioceen, 5 tot 10 miljoen jaar geleden. De soort leefde tussen het Piacenzien en het Chattien in Centraal-Europa. 

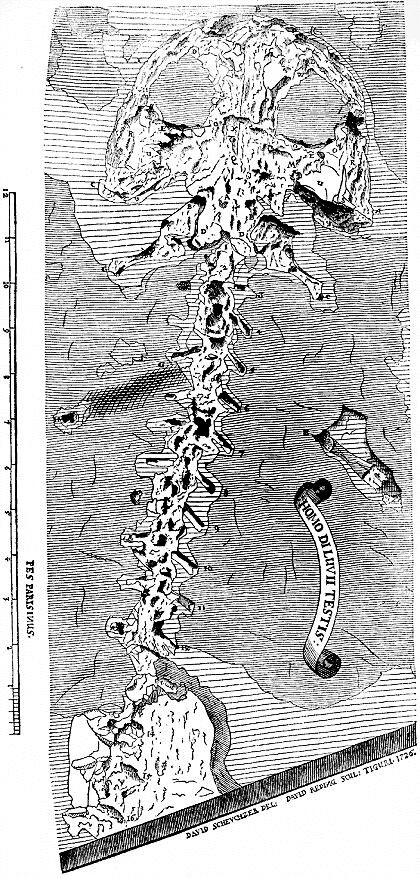
Homo diluvii testis, tekening van Johann Jakob Scheuchzer

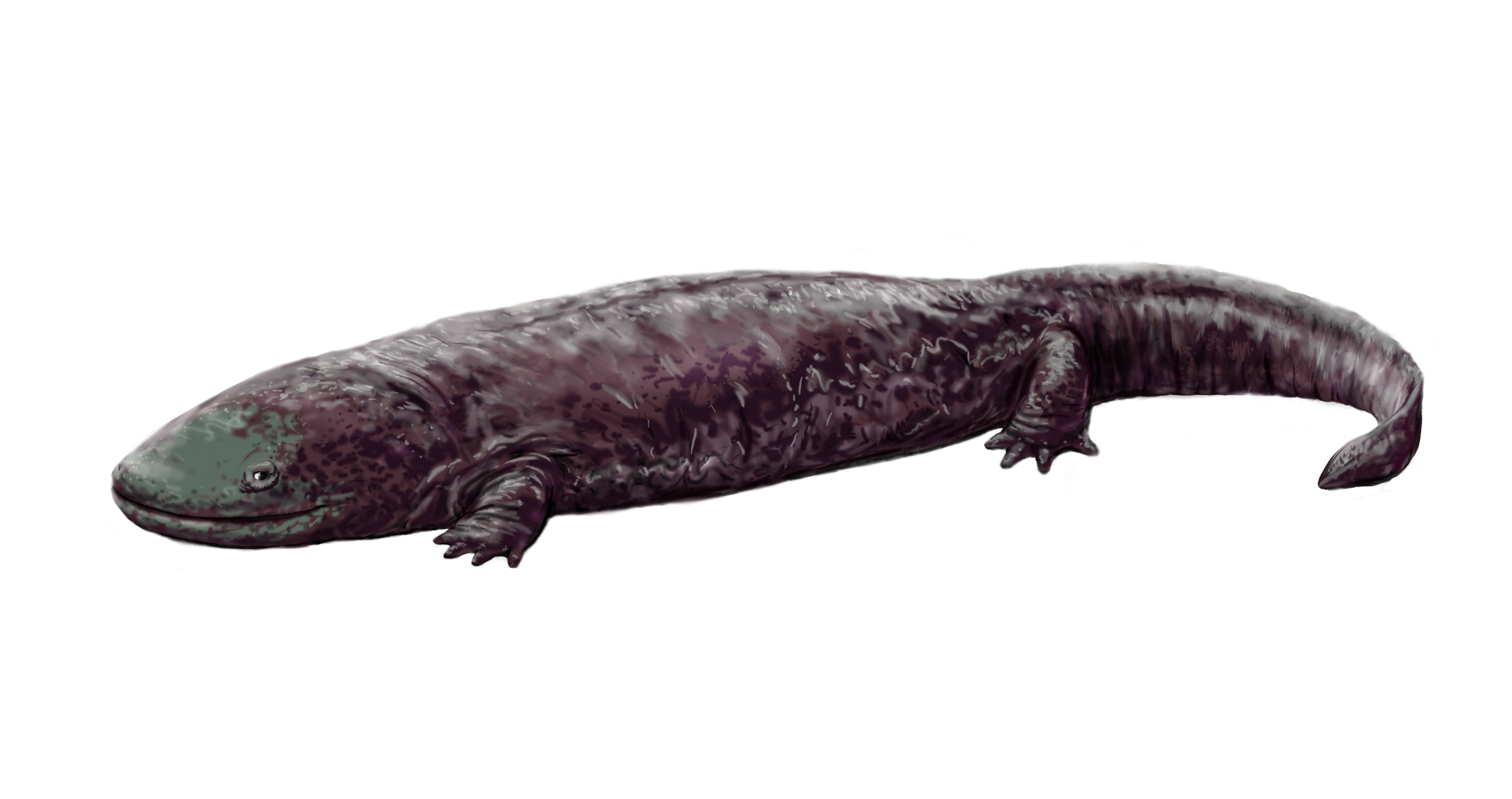
Reconstructie van Andrias scheuchzeri